# Haemodorum austroqueenslandicum
Haemodorum austroqueenslandicum là một loài thực vật có hoa trong họ Huyết bì thảo. Loài này được Domin mô tả khoa học đầu tiên năm 1915.